# Iridescent
«Iridescent» — пісня американського рок-гурту Linkin Park, що стала четвертим синглом з їхнього четвертого студійного альбому «A Thousand Suns». Реліз сингла відбувся 27 травня 2011 року.

## Список композицій
CD and Digital single
| #  | Назва        | Тривалість |
| -- | ------------ | ---------- |
| 1. | «Iridescent» | 3:59       |

UK iTunes single
| #  | Назва            | Тривалість |
| -- | ---------------- | ---------- |
| 1. | «Iridescent»     | 3:59       |
| 2. | «New Divide»     | 4:28       |
| 3. | «What I’ve Done» | 3:25       |

Promotional US CD single
| #  | Назва        | Тривалість |
| -- | ------------ | ---------- |
| 1. | «Iridescent» | 3:59       |

## Саундтрек
Песня «Iridescent» стане головним саундтреком фільму «Трансформери: Темний бік Місяця», однак буде дещо відрізнятися від альбомної версії. Інші пісні Linkin Park — «What I've Done» і «New Divide» — були головними саундтреками першого і другого фільмів відповідно.
Майкл Бей, продюсер серії фільмів «Трансформери», сказав таке: 
|  | Перші дві пісні були потужними хітами і я не сумніваюся, що новий трек буде не менш успішним. Крім того, у Linkin Park є кінематографічне чуття, завдяки якому їх музику легко транслювати на великий екран. |

## Відеокліп
Відеокліп був знятий на саундтрек-версію пісні. Режисером виступив Джо Хан, зйомки почалися 14 квітня 2011 року. Прем'єра відбулася 3 червня 2011 року на сайті телеканалу «MTV».

## Позиції в чартах
| Чарт (2011)                       | Найвища позиція |
| --------------------------------- | --------------- |
| США (Billboard Alternative Songs) | 21              |
| США (Billboard Rock Songs)        | 29              |